# Vinda
Vinda (románul Ghinda, németül Windau, az erdélyi szász nyelven Wände) település Romániában, Beszterce-Naszód megyében.

## Fekvése
Besztercétől 5 km-re keletre, Beszterce, Aldorf és Kiszsolna közt fekvő település.

## Története
1332-ben Vinda néven említik először. A középkorban a település lakói erdélyi szászok voltak, akik a reformáció idején felvették a lutheránus vallást. A trianoni békeszerződésig Beszterce-Naszód vármegye Jádi járásához tartozott. A második világháború után német lakosságát kitelepítették, helyükre románokat hoztak.

## Lakossága
1910-ben 502 lakosából 324 német, 100 román és 78 cigány volt.
2002-ben 724 lakosa volt, ebből 696 román, 16 cigány, 6 magyar, 4 német és 2 ukrán volt.